# Чиа, Николай
Николай Чиа (кит.  谢益裕, англ. Nicholas Chia Yeck Joo; 8 апреля 1938, Сингапур — 17 декабря 2024) — сингапурский римско-католический архиепископ Сингапура, ординарий архиепархии Сингапура.

## Биография
Николай Чиа изучал теологию и философию в католической семинарии в Сингапуре и Пенанге, Малайзия. 26 января 1964 года Николай Чиа был рукоположён в священника. С 1969 по 1971 год обучался в Папском Григорианском университете в Риме. С 1978 по 1990 год Николай Чиа был директором Сингапурского пастырского института.
В 2001 году Николай Чиа был назначен Римским папой Иоанном Павлом II архиепископом архиепархии Сингапура. 7 октября 2001 состоялось рукоположение Николая Чиа в епископы.
17 декабря 2024 года Управление по связям с общественностью архиепископа объявило, что Чиа находится в критическом состоянии. Позже в тот же день он умер в доме святой Терезы, где проживал. Ему было 86 лет.

## Источник
- Eugene Wijeysingha, Going Forth… — The Catholic Church in Singapore 1819—2004, Titular Roman Catholic Archbishop of Singapore, 2006, ISBN 981-05-5703-5